# Nicolas Chervin
Nicolas Chervin, né le 6 octobre 1783 à Saint-Laurent-d'Oingt (Lyonnais) et mort le 14 août 1843 à Bourbonne-les-Bains (Haute-Marne), est un médecin français. Il est connu pour avoir voué sa vie à établir la non-contagion de la fièvre jaune.

## Biographie
Fils d'agriculteur, après la mort de son père l'année de ses 21 ans, il se rend à Lyon en 1806 pour suivre des études classiques et médicales. En 1810, il réussit le concours d'entrée à l'Hôtel Dieu de Lyon et en 1812 à Paris il reçoit le titre de docteur en médecine.
Après avoir étudié le typhus à Mayence où il est envoyé quand la maladie se déclara en 1813, il visite les lieux où sévit la fièvre jaune, La Nouvelle-Orléans, les Antilles, la Havane, Cayenne (1824), Cadix (1828), s'exposant lui-même à tous les dangers de la contagion, revêtant même la chemise des victimes du fléau ; de retour à Paris en 1825, il adresse à la Chambre des Députés une pétition réclamant l'arrêt de la formation des établissements de soins contre la fièvre jaune. A la demande du ministre de l'Intérieur, il soutient sa thèse avec force dans des Mémoires adressés à l'Académie Royale de Médecine en 1829, Mémoires vivement combattus par Étienne Pariset, mais qui lui valent un prix de 10 000 francs décerné par l’Institut et un siège à l'Académie (1832). Il réussit enfin à faire réformer les lazarets et les quarantaines.
Il meurt le 14 août 1843 à Bourbonne-les-Bains.

## Publications
- Recherches médico-philosophiques sur les causes physiques de la polygamie dans les pays chauds, etc., Diss.
- Examen critique des prétendues preuves de contagion de la fièvre jaune observée en Espagne Jean-Baptiste Baillière, Paris, 1828.
- Examen des principes de l'administration en matière sanitaire, 1827.
- Reponse au discours de M. Audouard, contre le rapport… sur mes documens concernant la fièvre jaune, 1827.
- Rapport a l'Académie roy. de med., en 1827, au nom de la commission chargée d'examiner les documents de M. Chervin etc., 1828.

## Sources
- Dictionnaire encyclopédique des sciences médicales, Paris, P. Asselin, 1867 (lire en ligne), p. 247.
- August Hirsch, Biographisches Lexikon der hervorragenden Ärzte aller Zeiten und Völker. (Éditeur E. Gurlt) Urban & Schwarzenberg, Wien, Leipzig 1884 à 1888. Band A bis C, Band C bis G, Online, Band H bis L, Band R bis T